# Koningin Elisabethwedstrijd 2009 (voor viool)
De Koningin Elisabethwedstrijd 2009 (voor viool) is de vijftiende editie van de Koningin Elisabethwedstrijd voor viool en had plaats van 4 tot 30 mei 2009. Voor deze editie presenteerden zich 68 kandidaten. Een dwingende voorwaarde tot deelname is de leeftijdsgrens. Men moet minstens 17 jaar oud zijn en geboren zijn na 15 januari 1982 om deel te kunnen nemen aan dit veeleisend concours. Er is geen beperking naar nationaliteit gesteld.
De eerste prijs voor dit concours Grote Internationale Prijs Koningin Elisabeth bedraagt naast € 20 000, talrijke concerten te lande en gegarandeerde cd-opnames. Daarbij mag de winnaar voor een periode van drie jaar beschikken over een Stradivarius (de zogenoemde Huggins-viool, 1708) via sponsoring door de Nippon Music Foundation. Deze foundation bezit 19 Stradivariusviolen. Het totale prijzengeld voor de eerste 6 winnaars bedraagt € 77 500 toegekend door verschillende Belgische bestuurlijke overheden. De actuele veilingswaarde van een Stradivarius bedraagt € 10 miljoen.
De juryleden, deels bestaande uit winnaars van vorige concours, zijn: Martin Beaver, Augustin Dumay, Daniel Hope, Yuzuko Horigome, Lewis Kaplan, Kim Min, Philippe Koch, Boris Kuschnir, Jaime Laredo, Mihaela Martin, Igor Oistrach, Gérard Poulet, Vadim Repin, Vera Tsy onder het voorzitterschap van Arie Van Lysebeth.
Deze wedstrijd wordt actief gesteund door het Belgisch koningshuis mede onder de vorm van hun zichtbare aanwezigheid tijdens de finaleweek.

## Halve finale
De halve finale vond plaats tussen 11 en 16 mei 2009 in het Koninklijk Conservatorium te Brussel.
Tijdens elke sessie van de halve finale, die telkens uit twee delen bestaat, hoorde het publiek vier halvefinalisten aan het werk: de eerste twee spelen een concerto van W.A. Mozart, begeleid door het Orchestre Royal de Chambre de Wallonie, o.l.v. Paul Goodwin, de volgende twee geven hun recital met pianobegeleiding of solo.
Voor het 40 minuten durende recital maakte de jury haar keuze uit de volgende door de kandidaat voorbereide werken:
- Een werk voor viool solo van Eugène Ysaÿe
- Een onuitgegeven verplicht werk van Claude Ledoux, speciaal voor deze sessie geschreven
- Vier werken van verschillende componisten uit het groot repertoire, waaronder één romantisch werk en één stuk geschreven na 1950.

Onder de 24 kandidaten voor de halve finale waren er naast twee Belgen (Jolente De Maeyer en Lorenzo Gatto) zeven Koreanen, drie Chinezen, twee Russen en nog tien andere nationaliteiten.
De 24 kandidaten zijn:
- Yuki Manuela Janke
- Petteri Iivonen
- Vineta Sareika
- Ye-Eun Choi
- Ji-Yoon Park
- Mayu Kishima
- Jung Yoon Yang
- Jolente De Maeyer, België
- Suyoen Kim
- Hrachya Avanesyan
- Jing Zhang
- Lorenzo Gatto, België
- Solenne Païdassi
- Dalibor Karvay
- Noah Bendix-Balgley
- Jiafeng Chen
- Soyoung Yoon
- Hyun-Su Shin
- Jaroslaw Nadrzycki
- Ray Chen
- Ilian Gârnet
- Soojin Han
- Andrey Baranov
- Nikita Borisoglebsky

Vrijwel alle kandidaten speelden op uitzonderlijk waardevolle instrumenten die voor deze gelegenheid uitgeleend werden door ondernemingen, stichtingen en anonieme mecenassen. Immers in tegenstelling tot de piano is de aard van de viool sterk medebepalend voor de klankkleur. Lorenzo Gatto bespeelde tijdens de halve finale een viool van de Franse vioolbouwer Jean-Baptiste Vuillaume. Ook de kwaliteit van de strijkstok is tijdens de uitvoeringen niet zonder belang. De Australische violist van Taiwanese afkomst Ray Chen zorgde voor een primeur door tijdens zijn recital een laptop aan te wenden in plaats van de gedrukte partituur.

## Finale

### Organisatie
De finale had plaats van 25 tot 30 mei 2009 in het Paleis voor Schone Kunsten te Brussel. Elke avond traden twee finalisten op. De begeleiding op piano bij de sonate is naar keuze van de violist. De begeleiding van het plichtwerk en het concerto neemt het Nationaal Orkest van België o.l.v. Gilbert Varga voor zijn rekening. 

Elke finalist vertolkt:
- Een sonate voor viool en piano te kiezen uit een door de jury voorgestelde lijst.
- Een onuitgegeven speciaal voor deze wedstrijd geschreven werk met orkestbegeleiding, dat bekroond werd op de Internationale Koningin Elisabethwedstrijd voor compositie 2008. Het reglement bepaalt dat de componist niet ouder mag zijn dan 40 jaar. Het plichtwerk genoemd Agens, is van de hand van Koreaanse componiste Cho Eun-Hwa. Shirly Laub, violiste bij het ensemble Oxalys nam het werk al op ten behoeve van de jury. Over de kwaliteit ervan zei ze: "Het is een typisch wedstrijdstuk met een traditionele schriftuur, snel van tempo, dat focust op kleurenrijkdom en virtuositeit." Anderen vonden het werk wisselvallig waarbij de solist zijn/haar technisch kunnen kan demonstreren. Sommigen vonden dat het werk niet boeide en dat een grote spanningsboog ontbrak. Commentatoren opperden de mening om het plichtwerk in de toekomst toe te vertrouwen als een compositieopdracht aan een componist met naam zoals in het verleden (cfr composities van André Laporte, Piet Swerts, Léon Jongen e.a.) om kwaliteit te garanderen.
- Een vioolconcerto naar keuze (maximumduur van één uur). Ditmaal werden naast de vertrouwde concerti van Tsjaikovski, Brahms, Sjostakovitsj ook een concerto van Elgar, Paganini en Beethoven vertolkt.

### Laureaten van de finale
De 12 laureaten die zich hebben voorbereid op de finale in de Muziekkapel Koningin Elisabeth zijn:
- Maandag, 25 mei
  - Vineta Sareika (Letland, 1986, woont in Brussel waar zij studeerde in de Muziekkapel o.l.v. Augustin Dumay) bespeelde een viool van Matteo Goffriller, 1690. Zij voerde het plichtwerk Agens van de hand van Cho Eun-Hwa voor het eerst publiekelijk uit. Dan volgde de sonate voor viool en piano van Leoš Janáček om dan af te sluiten met het concerto in si mineur opus 61 van Edward Elgar.
  - Ye-Eun Choi (Zuid-Korea, 1988, woont in München en leerling van Anne-Sophie Mutter) bespeelde een viool van Giuseppe Guadagnini, 1780. Zij bracht het plichtwerk, de sonate voor viool en piano nr 1 in la-majeur opus 13 van Gabriel Fauré en het conerto nr 1 in la-mineur opus 77 van Dmitri Sjostakovitsj.
- Dinsdag, 26 mei
  - Lorenzo Gatto (België, 1986, wonende in Itter) bespeelde een viool van Jean-Baptiste Vuillaume, 1865. Naast het plichtwerk vertolkte de violist de sonate nr 3 in la-mineur opus 25 van George Enescu en het concerto nr 1 in re majeur opus 6 van Nicolo Paganini.
  - Noah Bendix-Balgley (VS, 1984, woont in München) bespeelde een viool van Lorenzo Storioni, 1779. Hij interpreteerde naast het plichtwerk de sonate voor viool en piano in sol mineur van Claude Debussy en het concerto in re majeur opus 77 van Johannes Brahms.
- Woensdag, 27 mei
  - Jiafeng Chen (China, 1987, wonende in Londen) bespeelde een viool van Niccolo Galliano, 1751. Hij bracht naast het plichtwerk de sonate voor viool en piano in sol majeur van Maurice Ravel en het concerto in re majeur opus 35 van Piotr Tsjaikovski ten gehore.
  - Ilian Gârnet (Rusland, 1983, woont in Moldavië) bespeelde volgens eigen zeggen een anonieme maar dure viool die hem erg bevalt. Hij voerde naast het plichtwerk, de sonate voor viool en piano nr 3 in re mineur opus 108 van Johannes Brahms en het concerto nr 1 in la-mineur opus 77 van Dmitri Sjostakovitsj uit.
- Donderdag, 28 mei
  - Ji-Yoon Park (Zuid-Korea, 1985, woont in Parijs) bespeelde een viool van Joseph Gagliano, 1796. Zij bracht naast het plichtwerk, de sonate voor viool en piano in sol majeur van Maurice Ravel en het concerto in re majeur opus 35 van Piotr Tsjaikovski.
  - Mayu Kishima (Japan, 1986, woont in Duitsland) bespeelde een viool van Antonio Stradivarius, 1717. Naast het plichtwerk voerde zij de sonate voor viool en piano nr 1 in fa-mineur opus 80 van Sergej Prokofjev en het concerto in re majeur opus 77 van Johannes Brahms uit.
- Vrijdag, 29 mei
  - Suyoen Kim (Duitsland, 1987, woont in Münster) bespeelde een viool van Camillu Camilli, 1742. Zij voerde naast het plichtwerk, de sonate voor viool en piano in sol mineur van Claude Debussy en het concerto in re majeur opus 61 van Ludwig van Beethoven uit.
  - Soyoung Yoon (Korea, 1984, woont in Duitsland) bespeelde een viool van Giovanni Battista Guadagnini, 1783. Zij bracht naast het plichtwerk, de sonate voor viool en piano in la-majeur van César Franck en het concerto in re majeur van Johannes Brahms ten gehore.
- Zaterdag, 30 mei
  - Nikita Borisoglebsky (Rusland, 1985, woont in Rusland) bespeelde een viool van Stradivarius Il Piatti, 1717. Naast het plichtwerk bracht hij de sonate nr 10 in sol majeur opus 96 van Ludwig van Beethoven. Daarna volgde het concerto in re majeur opus 35 van Piotr Tsjaikovski.
  - Ray Chen (Taiwan, 1989, woont in de Verenigde Staten en Australië) bespeelde een viool van Stradivarius genoemd MacMillan, 1721. Hij voerde naast het plichtwerk de sonate voor viool en piano in lA-majeur van César Frank uit. Hij sloot het concours af met het concerto in re majeur opus 35 van Piotr Tsjaikovski.

In deze volgorde gingen de kandidaten vanaf 18 mei 2009 elke dag telkens per twee naar de muziekkapel om het opgelegd werk in te studeren. Ook in deze rangorde legden ze de finaleproef af zodat elke kandidaat evenveel inoefentijd toebemeten kreeg. Er waren evenveel mannelijke als vrouwelijke finalisten. Daarbij waren zeven laureaten van Oost-Aziatische afkomst.De gemiddelde leeftijd van de finalisten was vrij laag; zij waren allen tussen 20 en 25 jaar oud. Er was één Belgische finalist.
De aankondigingen van het programma van de finalisten werd sinds 2003 verzorgd door de presentatrice Marlène de Wouters die gekleed werd door Yves Dooms.

### Rangschikking finalisten
De eerste 6 laureaten zijn:
1. Ray Chen 1ste Prijs; Grote Internationale Prijs Koningin Elisabeth, Prijs van Koningin Fabiola, 2009 (€ 20 000); publieksprijs VRT ter waarde van € 2 500
2. Lorenzo Gatto 2de Prijs; Prijs van de Belgische Federale Regering (€ 17500); publieksprijs van de RTBF ter waarde van € 2500
3. Ilian Gârnet 3de Prijs; Prijs van Graaf de Launoit (€ 15 000)
4. Suyoen Kim 4de Prijs; Prijs van de Belgische Gemeenschappen (€ 10 000)
5. Nikita Borisoglebsky 5de Prijs; Prijs van het Brussels Hoofdstedelijk Gewest (€ 8 000)
6. Soyoung Yoon 6de Prijs; Prijs van de Stad Brussel (€ 7 000)

De volgende 6 laureaten in alfabetische volgorde zijn:
1. Noah Bendix-Balgley
2. Jiafeng Chen
3. Ye-Eun Choi
4. Mayu Kishima
5. Ji-Yoon Park
6. Vineta Sareika

## Overige prijzen
Bij elke wedstrijd reiken Klara en Canvas een publieksprijs uit ter waarde van € 2500. De prijs wordt toegekend aan de finalist die door het publiek het hoogst wordt gequoteerd. Voorheen heette deze prijs de Daniel Sternefeldprijs. De publieksprijs ging ook naar Ray Chen. 

De publieksprijs van de luisteraars van de RTBF is vanaf 2009 van naam veranderd. De oude benaming Prix Jacques Stehman is gewijzigd in Prix Musiq'3. De prijs ter waarde van € 2 500 werd door de luisteraars van RTBF toegekend aan Lorenzo Gatto.

Begin juni verschijnt er een cd-box met een aantal opmerkelijke uitvoeringen tijdens het concours. Op 16 juni 2009 gaat er een slotconcert door met de drie eerste prijswinnaars als solist.

## Nabeschouwing
Volgens sommige commentatoren koos de jury met Chen en Gatto ditmaal voor solisten met een grote podiumuitstraling. Anderen betreurden dat Mayu Kishima niet bij de eerste zes gerangschikt werd. Sommigen waren verbaasd over de vierde plaats van Suyoen Kim die teleurstelde met haar Beethovenconcerto in de finale. Iedereen was het er over eens dat deze editie een uitzonderlijk hoog niveau liet zien.